# 徳島市佐古小学校
徳島市佐古小学校（とくしまし さこしょうがっこう）は、徳島県徳島市南佐古四番町にある公立小学校。

## 沿革
- 1874年（明治7年）10月4日 - 優えん・玉成・作新・蔵本の4校創設。
- 1881年（明治14年）5月 - 4校を統合し佐古町・佐古村の2校とする。
- 1882年（明治15年）10月 - 蜂須賀茂筆の「愛日」(校訓)の額を掲げる。
- 1886年（明治19年）10月1日 - 前2校を統合し、佐古尋常小学校となる。
- 1910年（明治43年）1月17日 - 現在地に新校舎落成し、移転する。
- 1924年（大正13年）10月4日 - 創立50周年記念式典挙行。記念事業として、理科室電気設備と佐古文庫設置。
- 1928年（昭和3年）
  - 3月 - 校門脇に「愛日の碑」を建立。
  - 5月30日 - 講堂と東棟校舎が、火災により焼失する。
- 1929年（昭和4年）3月4日 - 焼失校舎の復旧落成
- 1941年（昭和16年）4月1日 - 国民学校令施行により、佐古国民学校と改称。
- 1945年（昭和20年）7月 - 戦災により、千松校・第二中学・看護婦養成所、本校で授業。
- 1947年（昭和22年）4月1日 - 学制改革（新学制）により、徳島市佐古小学校と改称。
- 1953年（昭和28年）
  - 7月16日 - 創立80周年記念プール竣工。
  - 10月4日 - 創立80周年記念式典挙行。
- 1955年（昭和30年）
  - 10月22日 - 鉄筋校舎4教室竣工。
  - 11月18日 - 高松宮妃、県下JRC大会のため来校。
- 1958年（昭和33年）3月31日 - 鉄筋校舎22教室完成。
- 1959年（昭和34年）10月5日 - 給食調理室新築落成ならびに施設整備。
- 1964年（昭和39年）4月1日 - 特殊学級新設。
- 1965年（昭和40年）5月31日 - 鉄骨校舎6教室と理科室完成。
- 1966年（昭和41年）
  - 4月1日 - 中・四国地方の学校では初めて言語障害治療教室を本校に新設。
  - 4月19日 - 体育館兼講堂新築落成式挙行。
- 1967年（昭和42年）
  - 3月31日 - 管理室鉄筋2階建竣工。
  - 4月1日 - 言語障害治療室が文部省(現:文部科学省)より公認される。
- 1968年（昭和43年）3月31日 - 理科教室・音楽教室竣工。
- 1969年（昭和44年）3月31日 - 図画工作教室・家庭科教室竣工し、「明治百年記念愛日橋」が完成。
- 1970年（昭和45年）11月1日 - 言語障害治療教室落成。
- 1974年（昭和49年）
  - 8月20日 - 創立百周年記念プール竣工し、落成式挙行。
  - 10月4日 - 創立百周年記念式典挙行。
- 1975年（昭和50年）2月1日 - 創立百周年記念誌「愛日百年」発刊。
- 1976年（昭和51年）9月1日 - カラーテレビ校内放送設備完了。
- 1977年（昭和52年）3月31日 - 給食室改築工事完了。
- 1981年（昭和56年）8月31日 - 南校舎サッシ取替、言障教室移転改装。
- 1982年（昭和57年）3月31日 - 南・西側塀の改装と生垣植樹、造形砂場新設、体育倉庫移転改装。
- 1984年（昭和59年）8月31日 - 校長室・職員室の床張替、北校舎（1～3階）の廊下階段の張替工事完了。
- 1986年（昭和61年）8月30日 - 北校舎アルミサッシに取替、外壁の塗装。
- 1988年（昭和63年）5月17日 - 校内放送システム・ビデオデッキ30台設置。
- 1989年（平成元年）10月22日 - 愛日の間（和室）落成式。
- 1990年（平成2年）10月24日 - 愛日児童館落成式。
- 1991年（平成3年）5月11日 - 屋内体育館竣工し、落成式挙行。
- 1996年（平成8年）10月10日 - 新校舎建築工事開始。
- 1997年（平成9年）
  - 9月10日 - 新校舎完成。
  - 9月30日 - 給食室完成。
  - 12月21日 - 新校舎へ移転。
- 1998年（平成10年）2月25日 - 新校舎落成記念式典挙行。
- 2007年（平成19年）3月16日 - 北校舎の耐震補強工事完了。
- 2008年（平成20年）2月22日 - 愛日みどりの広場完成
- 2009年（平成21年）10月31日 - 管理棟外壁外壁工事完了。
- 2010年（平成22年）3月9日 - 校庭芝生化事業。
- 2012年（平成24年）4月1日 - 特別支援学級（難聴学級）新設。
- 2015年（平成27年）4月1日 - 特別支援学級（肢体不自由学級）新設。

### この節の出典
- 佐古小学校の歴史（学校ホームページ内）

## 基礎データ
最寄駅
- JR佐古駅

学校周辺
- 市営南佐古団地
- 佐古幼稚園
- あいじつデイサービス
- 国道192号
- 南佐古保育園

## 部活動

### 文化部
- 金管バンド部[1]

## 著名な卒業生
- 仙谷由人（政治家）
- 林敏之（ラグビー選手）

## 関連学校
- 徳島市佐古幼稚園
- 徳島市城西中学校
- 徳島市千松小学校

## 通学区域が隣接している学校
- 徳島市千松小学校
- 徳島市内町小学校
- 徳島市新町小学校
- 徳島市八万小学校
- 徳島市加茂名小学校